# ديفيد دينسمور
ديفيد دينسمور (بالإنجليزية: David Dinsmore)‏ هو صحفي بريطاني، ولد في 2 سبتمبر 1968 في غلاسكو في المملكة المتحدة.